# Daisy Head
Daisy May Head (* 17. März 1991 in Fulham, London, England) ist eine britische Schauspielerin.

## Leben
Head wurde am 17. März 1991 im Londoner Bezirk Fulham als Tochter des Schauspielers Anthony Head und Sarah Fisher geboren. Ihre ältere Schwester Emily Head ist ebenfalls Schauspielerin. Ihr Onkel ist der Sänger und Schauspieler Murray Head. Sie machte ihren Schulabschluss an der Kingswood School in Bath und lernte anschließend an der Dorothy Coleborn School of Dance.
Erste Erfahrungen als Schauspielerin sammelte Head bereits im Kindesalter durch ihre Rolle der Kate Barber in der Fernsehserie Feather Boy. Im Folgejahr war sie unter anderem in 13 Episoden der Fernsehserie Patrick’s Planet in der Rolle der Christina zu sehen. In den nächsten Jahren folgten weitere Besetzungen als Episodendarstellerin in verschiedenen Fernsehserien und Nebenrollen in Filmen. 2012 spielte sie in der Fernsehserie The Proxy in acht Episoden als Sarah mit, 2015 folgte eine größere Serienrolle in The Syndicate. 2016 übernahm sie in 10 Episoden der Fernsehserie Guilt die Rolle der Grace Atwood. Im selben Jahr wirkte sie im Horrorfilm Underworld: Blood Wars in der Rolle der Alexia mit. 2019 stellte sie in Das neunte Opfer mit der Rolle der Olivia Reed eine der Hauptrollen dar. 2021 war sie im Netflix Original Shadow and Bone – Legenden der Grisha in der Rolle der magisch begabten Genya Safin zu sehen. 2022 folgte eine der Episodenhauptrollen in einer Episode der Serie Sandman.

## Filmografie (Auswahl)
- 2004: Feather Boy (Fernsehserie, 6 Episoden)
- 2005: Rose and Maloney (Fernsehserie, Episode 3x02)
- 2005: Der Preis des Verbrechens (Trial & Retribution, Fernsehserie, Episode 9x01)
- 2005: Patrick’s Planet (Fernsehserie, 13 Episoden)
- 2007: Doc Martin (Fernsehserie, Episode 3x02)
- 2010: Holby City (Fernsehserie, 2 Episoden)
- 2010: Rules of Love (Fernsehfilm)
- 2011: Doctors (Fernsehserie, Episode 12x199)
- 2011: The Last Seven
- 2012: Der junge Inspektor Morse (Endeavour, Fernsehserie, Episode 1x01)
- 2012: The Proxy (Fernsehserie, 8 Episoden)
- 2013: Wenn die Liebe siegt – Aufbruch nach Westen (When Calls the Heart, Fernsehfilm)
- 2014: Heart of Lightness
- 2015: Suspects (Fernsehserie, Episode 3x04)
- 2015: The Syndicate (Fernsehserie, 6 Episoden)
- 2016: Guilt (Fernsehserie, 10 Episoden)
- 2016: Fallen – Engelsnacht (Fallen)
- 2016: Underworld: Blood Wars
- 2017: A Midsummer’s Nightmare (Fernsehfilm)
- 2018: Ophelia
- 2018: Girlfriends (Fernsehserie, 6 Episoden)
- 2019: Harlots – Haus der Huren (Harlots, Fernsehserie, 8 Episoden)
- 2019: Das neunte Opfer/Die Neunte (Devyataya)
- 2019: Exit Eve (Kurzfilm)
- 2021: Wrong Turn – The Foundation (Wrong Turn)
- 2021–2023: Shadow and Bone – Legenden der Grisha (Shadow and Bone, Fernsehserie, 12 Episoden)
- 2022: Sandman (Fernsehserie, Episode 1x05)
- 2023: Dungeons & Dragons: Ehre unter Dieben (Dungeons & Dragons: Honor Among Thieves)
- 2023: Still Up (Fernsehserie, Episode 1x08)
- 2024: The Gray House (Fernsehserie)